# Kubera

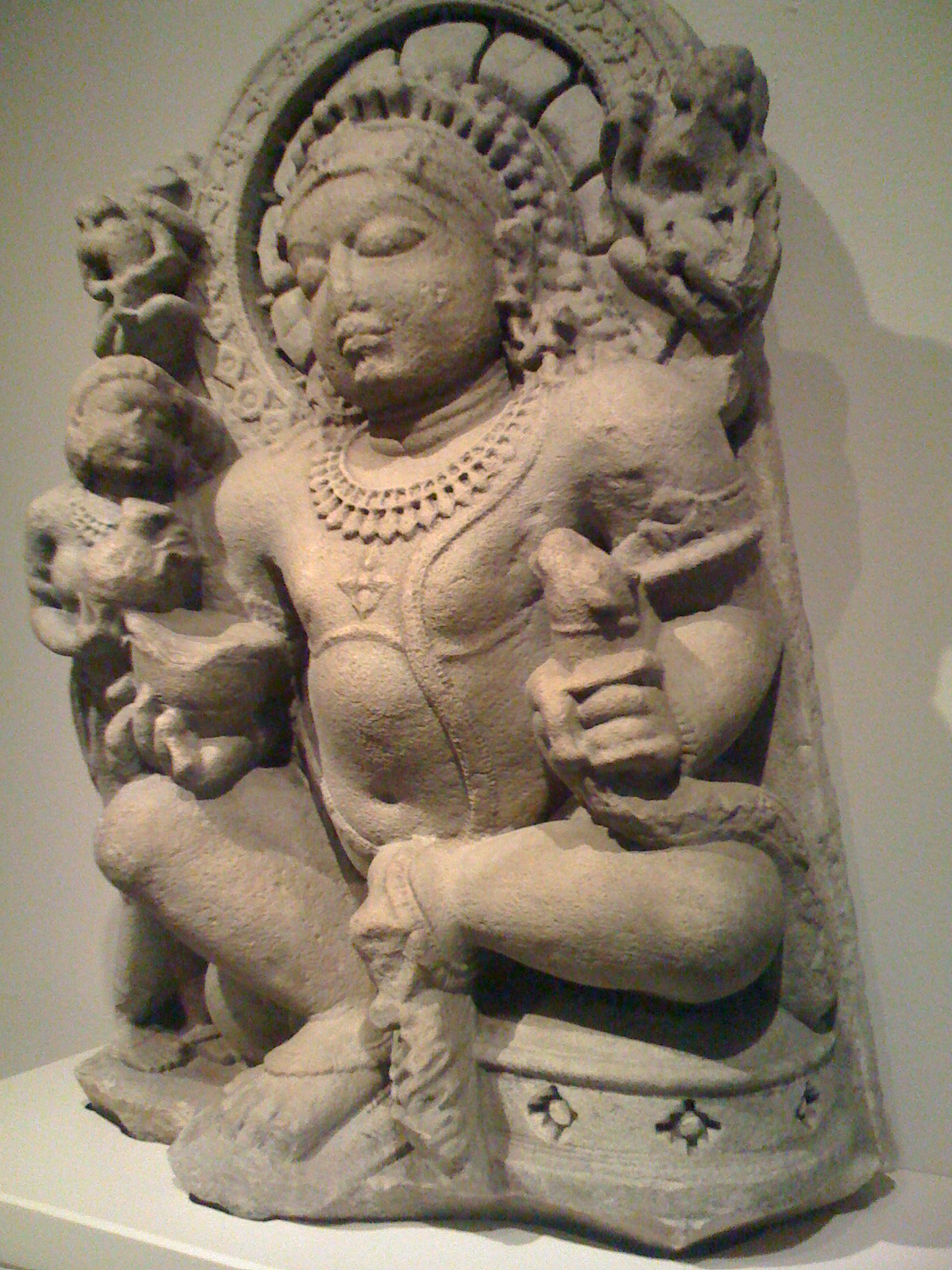
Kubera

Kubera of Kuber (Pali/Sanskriet: Kuvera, Tamil/Thai: தமிழ், Kuperan) is in het hindoeïsme de god van rijkdom en schatten en de god-koning van vele halfgoden zoals de Yaksha's. Hij wordt beschouwd als de bestuurder van het Noorden (Dik-pala), en een beschermer van de wereld (Lokapala). Hij wordt verheerlijkt als de bezitter van schatten.
Oorspronkelijk omschreven als de heerser van kwade geesten in de Vedische teksten, kreeg Kubera later de status van een deva (god) in de Purana’s en de hindoeïstische epen. 
In de teksten wordt beschreven dat Kubera eens heerste over Lanka, maar later ten val gebracht werd door zijn demonische stiefbroer Ravana. Hij vestigde zich daarna in Alaka (in de Himalaya). Beschrijvingen van de schoonheid en rijkdom van Kubera’s stad komen in verschillende teksten voor.

## Afbeeldingsvormen
Kubera wordt vaak afgebeeld als een dikke man, behangen met juwelen en in het bezit van een geldpot of geldtas, en een wapenstok. Kubera wordt ook afgebeeld als een dwerg, met een mooie uitstraling en een dikke buik. Hij wordt ook weleens beschreven met drie benen, maar acht tanden, één oog en met veel juwelen. Soms wordt hij afgebeeld rijdend op een man. 
De omschrijving van misvormingen, zoals gebroken tanden, drie benen, drie hoofden en vier armen, komen alle in de latere Puranateksten voor. Kubera houdt een wapenstok, een granaatappel of een geldtas in zijn hand. Hij kan ook een hand vol juwelen bij zich hebben of een mangoest. De mangoest is een symbool van Kubera’s overwinning over de Nāgas; de bewakers van de schatten. 
Kubera wordt in de Vishnudharmottara Purana omschreven als de belichaming van zowel Artha ("rijkdom, voorspoed, roem") als Arthashastras. Kubera's complexiteit wordt omschreven als de bloembladeren van een lotus.

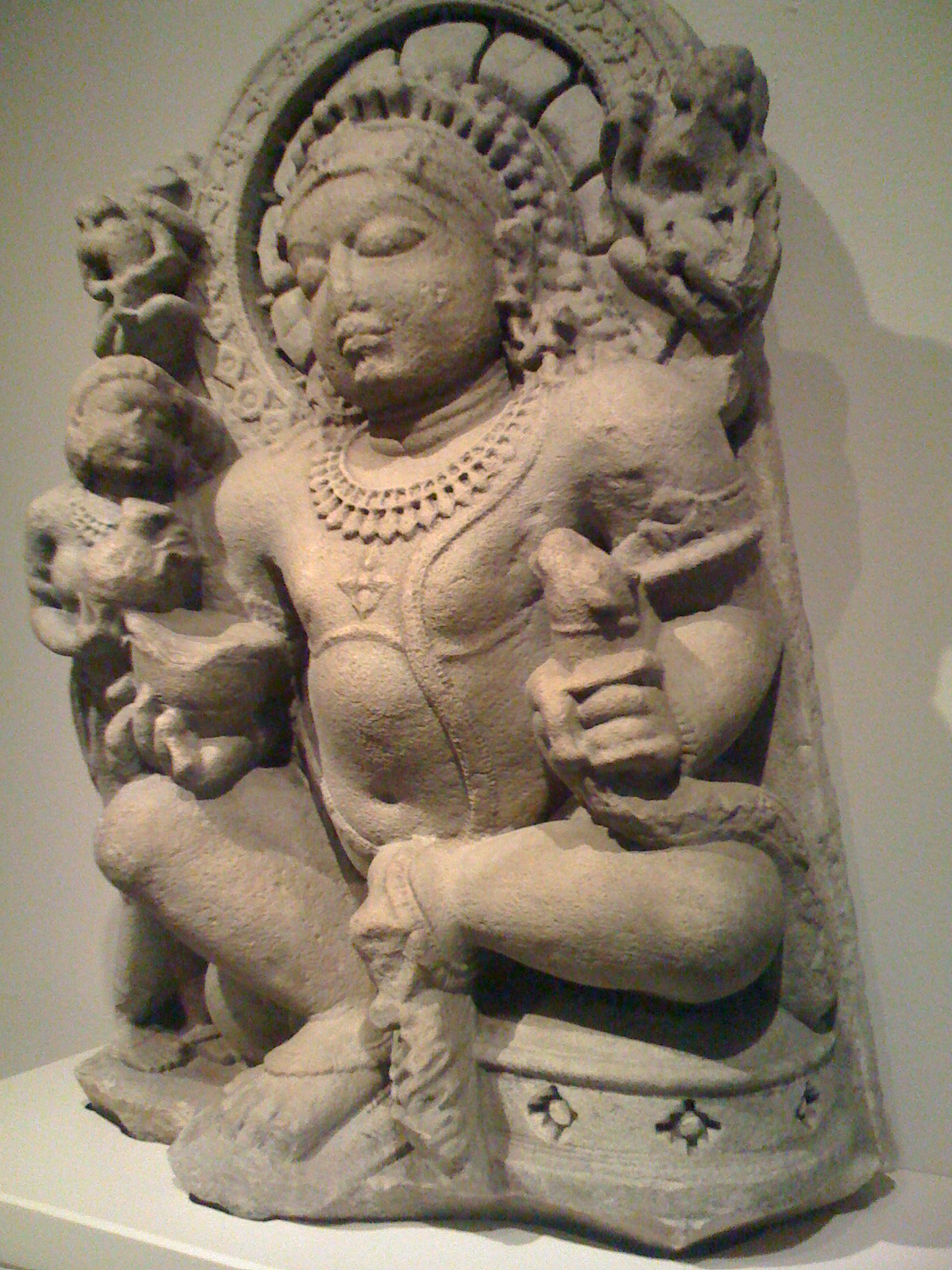
Beeldhouwwerk uit zandsteen, 10e eeuw
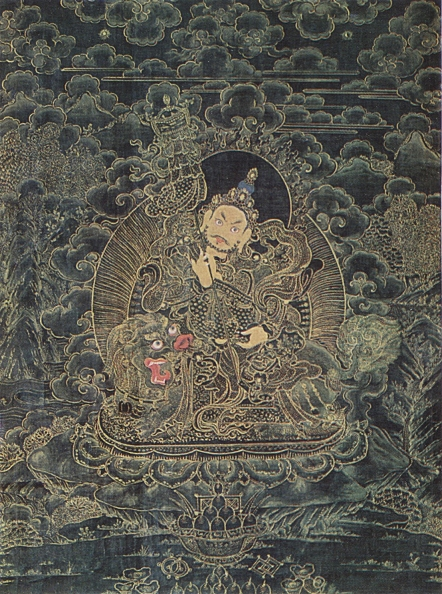
Kubera, 18e eeuw, Tibet
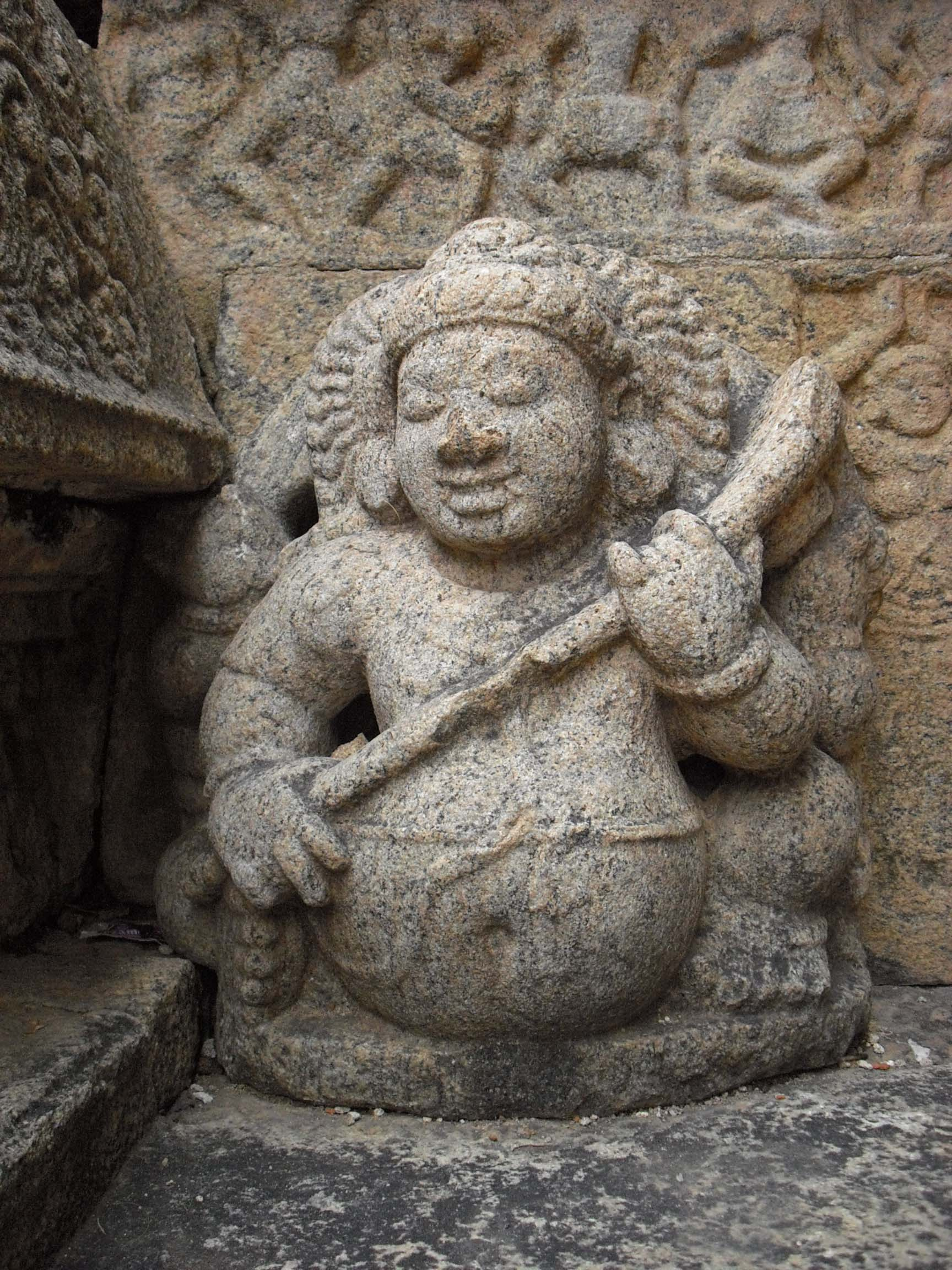
Kubera in de Airavatesvara tempel
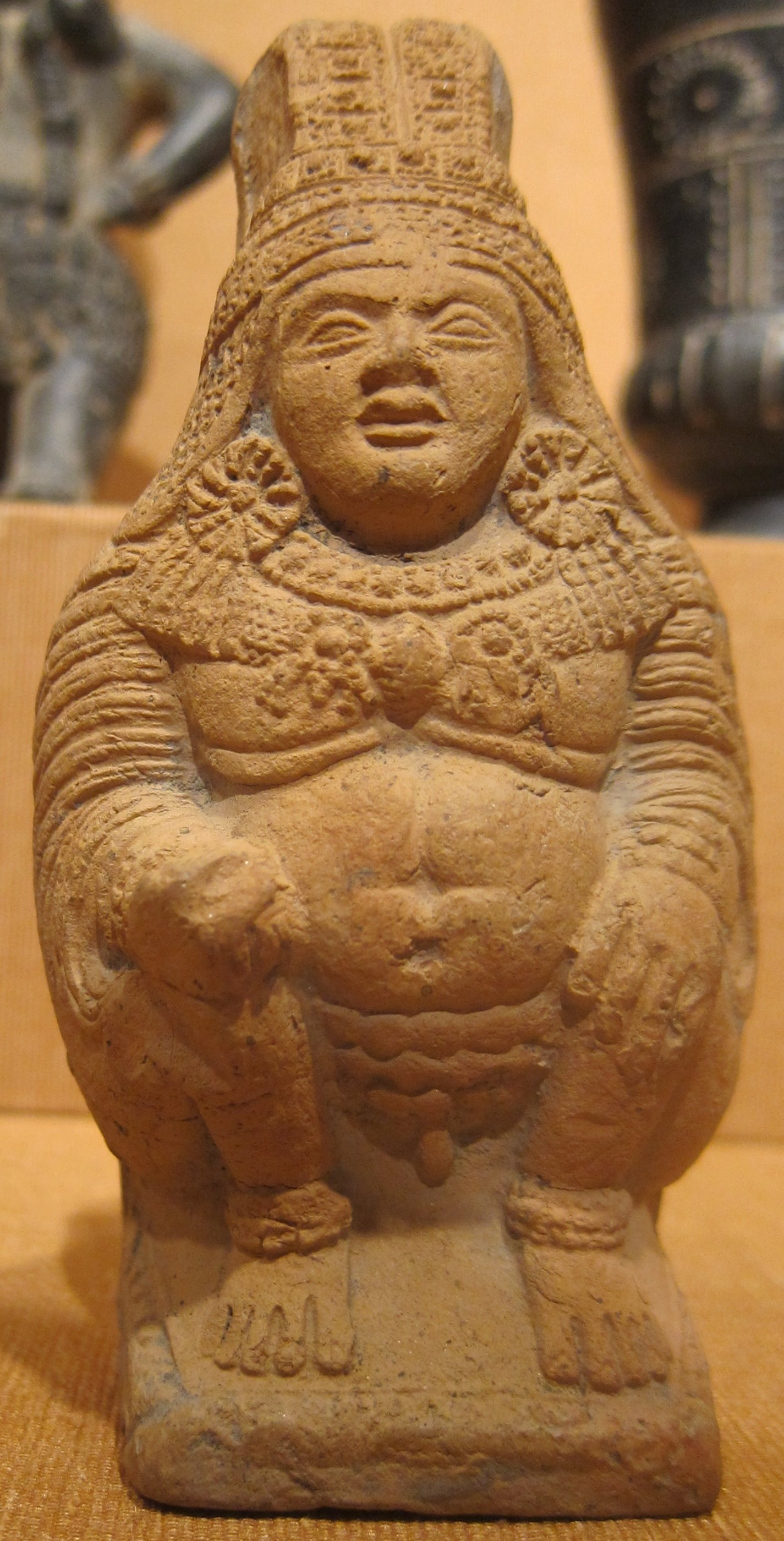
Ratel in de vorm van Kubera, India, 200 v.Chr.